# Le Crime de Toto
Pour plus de détails, voir Fiche technique et Distribution.
Le Crime de Toto (ou Toto jaloux) est un film muet français réalisé par Georges Denola, sorti en 1912.

## Fiche technique
- Titre : Le Crime de Toto
- Titre de travail : Toto jaloux
- Réalisation : Georges Denola
- Scénario : Eugène Millon
- Photographie :
- Montage :
- Producteur :
- Société de production : Société cinématographique des auteurs et gens de lettres (S.C.A.G.L)
- Société de distribution :  Pathé Frères
- Pays d'origine :  France
- Langue : film muet avec les intertitres en français
- Format : Noir et blanc — 35 mm — 1,33:1 — Muet
- Genre : Comédie
- Métrage : 275 mètres
- Durée : 9 minutes
- Dates de sortie :
  - France : février

## Distribution
- Maria Fromet : Toto
- Jean Kemm : le père
- Eva Reynal : la mère
- Eugénie Nau
- Paul Landrin
- Louis Brunais
- Hélène Cerda
- René Nadir